# Diplôme universitaire d'études scientifiques
Cet article possède un paronyme, voir Diplôme d'études universitaires scientifiques et techniques.
 (août 2012).
Si vous disposez d'ouvrages ou d'articles de référence ou si vous connaissez des sites web de qualité traitant du thème abordé ici, merci de compléter l'article en donnant les références utiles à sa vérifiabilité et en les liant à la section « Notes et références ».
Le diplôme universitaire d'études scientifiques a été créé par le décret 66-411 dans le cadre de la réforme Fouchet. Il fut remplacé en 1973 par le diplôme d'études universitaires générales mention sciences. Il sanctionnait la fin du premier cycle d'enseignement dans les facultés des sciences. Le premier cycle était selon le décret, un cycle de formation fondamentale d'une durée de deux années comportant un enseignement théorique (sous forme de cours), un enseignement dirigé (sous forme d'exercices de révision et d'explication comportant un entraînement des étudiants au travail personnel) et un enseignement pratique (sous forme d'interrogations assorties d'explication sur le cours, d'exercices d'application, d'expériences ou d'exercices de terrain). Ces enseignements devaient être organisés sous la direction et la responsabilité des professeurs et des maîtres de conférences (ancien régime). 
Nul ne pouvait se présenter aux examens s'il n'avait fait preuve d'assiduité aux enseignements dirigé  et pratique.
Le premier cycle menant au diplôme universitaire d'études scientifiques comportait quatre sections, sans possibilité de double inscription: 
- Mathématiques et physique (les deux années étant désignées en abrégé MP1 et MP2)
- Physique et chimie (PC1, PC2)
- Chimie et biologie (CB1, CB2)
- Biologie et géologie (BG1, BG2)

"Certains ont affirmé que le contenu des anciennes propédeutiques [(MGP, MPC, SPCN)] se trouvait étalé sur les deux nouvelles années ; il n'en est certainement rien pour les sections PC, CB et BG, qui recouvrent à la fois les « propédeutiques » anciennes et aussi certains éléments fondamentaux des anciens certificats de licence ; cette affirmation ne se vérifie que pour l'enseignement des mathématiques de la section MP mais il est vrai que, dans l'ancienne section MGP, les mathématiques étaient très lourdes" (Les universités françaises, Georges Amestoy, 1968).
L'inscription en première année était de droit pour les bacheliers des series C, D et T quelle que soit la section, elle était par contre soumise à la décision du doyen pour les bacheliers des series A et B. (Pour les bacheliers techniciens ??)
L'inscription en deuxième année était soumise à la réussite d'un examen et seul un doublement d'année était possible
Les programmes et les horaires de chaque section étaient fixés nationalement par arrêté. Il avait deux sessions pour les examens. 
Mesures transitoires : Les étudiants ayant obtenu un certificat d'études supérieures préparatoires (MGP, MPC ou SPCN) antérieurement à l'année universitaire 1967-1968 durent s'inscrire en deuxième année du premier cycle. Ceux ayant obtenu un certificat de propédeutique et un ou deux certificats de licence ès sciences (sur les six) purent s'inscrire en deuxième cycle pour la maîtrise (2 ans en 4 certificats) ou la licence (nouveau régime, 1 an) avec possibilité de dispense d'épreuve pour un ou deux certificats de maîtrise. Enfin ceux ayant obtenu un certificat propédeutique et de trois à cinq certificats de licence ès sciences purent s'inscrire en maîtrise avec dispense de droit de, respectivement un, deux ou trois certificats d'études (sur les quatre constituant une maîtrise) et possibilité pour les titulaires de trois et quatre certificats d'obtenir des dispenses pour les épreuves d'un autre certificat
Horaires hebdomadaires d'enseignement (arrêté du 22 juin 1966): 
- MP1 : 12 h 30 de mathématiques, 7 h 30 de physique
- MP2 : 10 h 30 de mathématiques, 6 h de physique, 3 h 30 de mécanique
- PC1 : 8 h de mathématiques, 7 h 30 de physique, 4 h 30 de chimie physique
- PC2 : 4 h 30 de mathématiques, 6 h de physique, 3 h 30 de mécaniques, 5 h 30 de chimie, 0 h 30 de biochimie
- CB1 : 3 h 00 de mathématiques, 5 h de physique, 5 h de chimie, 4 h de biologie cellulaire, 3 h de géologie
- CB2 : 5 h de chimie organique, 3 h de biochimie, 3 h 30 de zoologie et biologie animale, 2 h 30 de physiologie animale, 5 h de biologie et physiologie végétales et 1 h 00 sur espèce et évolution
- BG1 : idem CB1
- BG2 : 7 h 00 de biologie, 2 h 00 de chimie, 8 h 00 de géologie, 3 h 00 de physique

Les examens de première et deuxième années comprenaient des épreuves écrites éliminatoires, des épreuves pratiques et des épreuves orales
Des concours spéciaux destinés aux diplômés universitaires d'études scientifiques classés dans la première moitié ou ayant eu la mention assez bien furent créés pour le recrutement des écoles nationales supérieures d'ingénieur.